# Davide Baiardo
Davide Michele Baiardo (* 13. Februar 1888 in Voltri; † 28. November 1977 in Genua) war ein italienischer Schwimmer.

## Karriere
Baiardo nahm 1908 erstmals an Olympischen Spielen teil. In London scheiterte er über 100 m und 400 m Freistil jeweils im Vorlauf. 1912 war er Teilnehmer der Spiele in Stockholm. Hier kam er in den Wettbewerben über 100 m und 400 m Freistil erneut nicht über seinen Vorlauf hinaus. Für die weiteren Disziplinen 1500 m Freistil, 100 m Rücken, 200 m Brust und 400 m Brust war er ebenfalls gemeldet, trat aber nicht an.
Neben dem Schwimmsport war er auch in weiteren Sportarten aktiv. So wurde er 1912 italienischer Meister im Wasserball. Im Turnsport und in der Leichtathletik war er regional erfolgreich.